# Dryblując przez granicę
Dryblując przez granicę. Polsko-ukraińskie Euro 2012 – polsko-ukraińska antologia esejów pod redakcją Moniki Sznajderman i Serhija Żadana ze zdjęciami Kiriłła Gołowczenki. Teksty ukraińskie przetłumaczył Michał Petryk. Wydana przez Wydawnictwo Czarne w 2012.

## Treść
Na zbiór składa się osiem esejów dotyczących Euro 2012 autorstwa następujących twórców:
- Serhij Żadan - Ludzie, którzy grają w piłkę / Przedmowa,
- Paweł Huelle - Pan Janek / Gdańsk,
- Marek Bieńczyk - Ostatni karny / Warszawa,
- Natasza Goerke - Piłka nożna, a sprawa polska (unplugged) / Poznań,
- Piotr Siemion - S-L-A-S-K / Wrocław,
- Natalia Śniadanko - Karpaty znów przegrały w piłkę / Lwów,
- Jurij Andruchowycz - Gra z liczbami losowymi / Kijów,
- Ołeksandr Uszkałow - Fabryka futbolu / Charków,
- Serhij Żadan - Czarne złoto nadziei / Donieck.

Poszczególne eseje są zapisem sportowej historii lub epizodów piłkarskich związanych z miastami-gospodarzami mistrzostw, próbą skrótowego nakreślenia ich tożsamości, a także wspomnieniem ciekawostek związanych z organizacją turnieju, czy budową stadionów lub infrastruktury. Opisano też współczesność środowisk kibicowskich w poszczególnych metropoliach (głównie ultrasów), ich sympatie i animozje, specyficzny język i słownictwo, którym się posługuje, np. celem opisania fanów drużyn konkurencyjnych. W esejach przewijają się historie znanych piłkarzy i trenerów związanych z reprezentacjami narodowymi i poszczególnymi klubami, czy polityków i oligarchów, takich jak np. Ołeh Błochin, Walery Łobanowski, Ołeh Bazyłewycz, czy Rinat Achmetow.